# Tomasz Targowski
Tomasz Gabriel Targowski (ur. 1963) – polski lekarz, kierownik Kliniki i Polikliniki Geriatrii w Narodowym Instytucie Geriatrii, Reumatologii i Rehabilitacji, od 2020 roku konsultant krajowy w dziedzinie geriatrii, prof. dr hab. n. med.

## Życiorys
Prof. Targowski jest absolwentem Wydziału Lekarskiego Wojskowej Akademii Medycznej im. gen. dyw. Bolesława Szareckiego w Łodzi. Prawo do wykonywania zawodu uzyskał w 1995 r. Posiada specjalizację w dziedzinie chorób wewnętrznych, chorób płuc i geriatrii. Stopień doktora nauk medycznych uzyskał w 2001 r., w 2006 r. doktora habilitowanego w Wojskowym Instytucie Medycznym w Warszawie, a w 2011 r. tytuł profesora.
Przez wiele lat pracował w Wojskowym Szpitalu Gruźlicy i Chorób Płuc w Otwocku, a następnie w Klinice Chorób Wewnętrznych, Pneumonologii i Alergologii Wojskowego Instytutu Medycznego w Warszawie.
Od 2016 roku kieruje nowo powstałą Kliniką i Polikliniką Geriatrii w Narodowym Instytucie Geriatrii, Reumatologii i Rehabilitacji w Warszawie, który został utworzony w 2015 roku.
Od roku 2020 pełni rolę konsultanta krajowego w dziedzinie geriatrii, zastępując na tym stanowisku prof. dr. hab. med. Tomasza Kostkę.
Jest autorem i współautorem wielu publikacji naukowych z zakresu immunologii, alergologii, chorób płuc, chorób wewnętrznych i geriatrii.